# Un billet pour le danger
 (mai 2016).
Si vous disposez d'ouvrages ou d'articles de référence ou si vous connaissez des sites web de qualité traitant du thème abordé ici, merci de compléter l'article en donnant les références utiles à sa vérifiabilité et en les liant à la section « Notes et références ».
Un billet pour le danger (titre original : The Ticket) est un téléfilm américain réalisé par Stuart Cooper, diffusé en 1997. 

## Synopsis
Keith Reicker gagne 23 millions de dollars. Avec sa femme et son fils, il prend l'avion afin d'aller récupérer son gain. Mais l'avion s'écrase au beau milieu de nulle part avec une tempête de neige qui approche.

## Fiche technique
- Titre : Un billet pour le danger
- Titre original : The Ticket
- Réalisation : Stuart Cooper
- Scénario : David Alexander (III)
- Musique : Charles Bernstein
- Producteur : Stuart Cooper
- Producteur exécutif : Laura J. Media
- Pays d'origine :  États-Unis
- Genre : Drame
- Durée : 117 minutes
- Format : Couleur

## Distribution
- Shannen Doherty (VF : Anne Rondeleux) : CeeCee Reicker
- James Marshall (VF : Lionel Tua) : Keith Reicker
- Phillip Van Dyke (en) (VF : Jim Redler) : Eric Riecker
- Heidi Swedberg(VF : Céline Monsarrat) : Rita
- John Tench (VF : Philippe Peythieu) : Chuck
- Scott Ditty : Gerald Stone
- Eric Robertson : Leon
- Peter Morse : Matt
- Michael Ruud : Monte

- Version française selon le carton du doublage français télévisuel :
  -  Adaptation des dialogues : Michèle Izbicki